# MÁV I
Die MÁV I war die erste ausgesprochene Schnellzug-Schlepptenderlokomotivreihe der Ungarischen Staatsbahn MÁV für den Schnellzugdienst auf Hauptstrecken:
Die sechs Maschinen wurden von der Lokomotivfabrik der StEG 1874 geliefert.
Sie gehörten der für diese Zeit in Österreich-Ungarn typischen Rittinger-Type an.
Die hintere Kuppelachse wurde hinter den Stehkessel verlegt.
Die beiden Laufachsen wurden als Drehgestell ausgebildet.
Die MÁV gab den Maschinen in ihrem ersten Bezeichnungsschema die Nummern 159–164.
Im zweiten Schema ab 1891 wurden sie als Kategorie I mit den Nummern 1–6 eingereiht.
Im ab 1911 gültigen dritten Schema erhielten sie die Bezeichnung 259,001–006.
Im Betrieb erwiesen sich die Fahrzeuge wegen zu geringer Dampfentwicklung als zu schwach.